# Borghild Aasen
Borghild Aasen (17 december 1914) was een schaatsster uit Noorwegen. Ze nam deel aan het eerste wereldkampioenschap allround schaatsen voor vrouwen in 1933.

## Resultaten

### Wereldkampioenschappen
| Jaar | Jaar     | Plaats | Resultaten  | Resultaten                   |
| ---- | -------- | ------ | ----------- | ---------------------------- |
| 1933 | Allround | Oslo   | 8e Allround | 7e 500 m 9e 1000 m 8e 1500 m |
| 1934 | Allround | Oslo   | - Allround  | 8e 500 m 10e 1000 m - 1500 m |

### Noorse kampioenschappen
| Jaar | Allround | Allround                     |
| ---- | -------- | ---------------------------- |
| 1932 | Brons    | 3e 500 m 3e 1000 m           |
| 1933 | -        | 6e 500 m 7e 1000 m - 1500 m  |
| 1934 | 8e       | 6e 500 m 8e 1000 m 8e 1500 m |
| 1935 | -        | 6e 500 m 5e 1000 m - 1500 m  |

## Persoonlijke records
| Afstand    | Tijd    | Datum            | Baan   |
| ---------- | ------- | ---------------- | ------ |
| 500 meter  | 54,70   | 11 februari 1934 | Oslo   |
| 1000 meter | 1.58,90 | 6 januari 1934   | Oslo   |
| 1500 meter | 3.13,50 | 27 januari 1934  | Horten |